# Alejandro Mas Ginestar
Alejandro Mas Ginestar, řeholním jménem Pedro z Benisy (11. prosince 1876, Benissa – 26. srpna 1936, El Verger) byl španělský římskokatolický kněz, řeholník Řádu menších bratří kapucínů a mučedník. Katolická církev ho uctívá jako blahoslaveného.

## Život
Narodil se 11. prosince 1876 v Benise jako nejmladší ze čtyř dětí Francisca Mas a Vicenty roz. Ginestar. Pokřtěn byl o den později v beniské farnosti Purísima xiqueta.
Vstoupil do kapucínského řádu v klášteře svaté Marie Magdaleny v Massamagrellu a 1. srpna 1893 přijal hábit a řeholní jméno Pedro. Dne 3. srpna 1894 složil své časné sliby a 8. srpna 1897 věčné. Po ukončení církevních studií byl 22. prosince 1900 v Olleríi vysvěcen na kněze. Kněžskou a řeholní činnost vykonával v několika domech kapucínské provincie. Zasvětil se především apoštolátu mládeže a katechezi. Podle svědků byl věrným a poslušným řeholníkem.
Po vypuknutí Španělské občanské války a počátku pronásledování katolické církve roku 1936 musel jako ostatní opustit klášter. Nejprve pobýval u svých přátel a poté u
své sestry v El Vergeru. I přes hrozící nebezpečí nikdy neprojevil strach a své blízké vyzýval k modlitbám a odvaze. Dne 26. srpna 1936 byl zajat milicionáři a poté zabit na místě známém jako Alberca de Denia. Poté byl pohřben na hřbitově v Denii. Dne 30. července 1939 byly jeho ostatky exhumovány. Při exhumaci byla lebka roztříštěná a podle jejího stavu dostal do hlavy více než čtrnáct ran. Dnes jeho ostatky spočívají v kapli mučedníků kláštera v Massamagrellu.

## Proces svatořečení
Dne 17. prosince 1957 byl ve valencijské arcidiecézi zahájen jeho proces blahořečení. Do procesu bylo zařazeno také dalších jedenáct kapucínů, pět klarisek-kapucínek a jedna bosá augustiniánka.
Dne 20. prosince 1999 uznal papež Jan Pavel II. jejich mučednictví. Blahořečeni byli 11. března 2001.